# Podjednotková vakcína

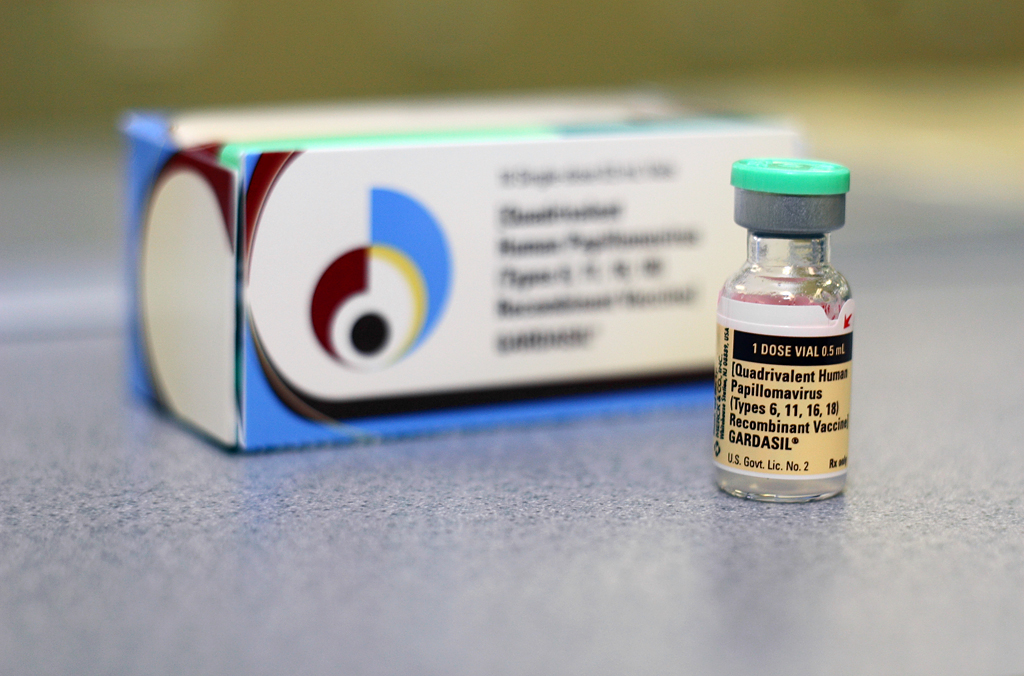
Jedna z tohoto typu vakcín.

Podjednotková vakcína je vakcína, která obsahuje očištěné části patogenu, které jsou antigenní nebo nezbytné k vyvolání ochranné imunitní reakce. Neobsahuje celý patogen, na rozdíl od živé oslabené nebo inaktivované vakcíny, ale obsahuje pouze antigenní částice, jako jsou proteiny, polysacharidy nebo peptidy. Vzhledem k tomu, že vakcína neobsahuje živé složky patogenu, neexistuje žádné riziko zavlečení onemocnění; podjednotková vakcína je tedy bezpečnější a stabilnější než vakcína obsahující celé patogeny. Mezi další výhody patří dobře zavedená technologie a vhodnost pro lidi s imunodeficiencí. Nevýhody zahrnují relativně složitou výrobu ve srovnání s výrobou některých jiných vakcín (jako je RNA vakcína), případně potřeba adjuvans a posilovací injekce a potřeba času na prozkoumání, které antigenní kombinace mohou fungovat nejlépe.

## Mechanismus
Podjednotkové vakcíny obsahují fragmenty patogenu, jako je protein nebo polysacharid, jejichž kombinace jsou pečlivě vybírány tak, aby vyvolaly silnou a účinnou imunitní odpověď. Protože imunitní systém interaguje s patogenem omezeným způsobem, je riziko nežádoucích účinků minimální.
Účinná vakcína by měla vyvolat imunitní odpověď na antigeny a vytvořit imunitní paměť, která umožňuje rychlé rozpoznání patogenů a rychlou reakci na budoucí infekce.
Nevýhodou je, že specifické antigeny používané v podjednotkové vakcíně mohou postrádat molekulární vzory spojené s patogenem, které jsou společné pro třídu patogenů. Tyto molekulární struktury mohou být použity imunitními buňkami k rozpoznání nebezpečí, takže bez nich může být imunitní odpověď slabší. Další nevýhodou je, že antigeny neinfikují buňky, takže imunitní odpověď na podjednotkové vakcíny může být zprostředkovaná pouze protilátkami, nikoli buňkami, a v důsledku toho je slabší než imunitní odpověď, kterou vyvolávají jiné typy vakcín. K posílení imunitní odpovědi lze s podjednotkovými vakcínami použít adjuvans nebo mohou být vyžadovány posilovací dávky.

## Typy
| Typy                   | Popis | Příklady |
| ---------------------- | --- | --- |
| Proteinová podjednotka | Obsahuje proteiny izolované z patogenů (virů nebo bakterií).                                                                                  | hepatitida B, acelulární vakcíny proti černému kašli                                                                           |
| Polysacharid           | Obsahuje řetězce polysacharidů (molekuly složitého cukru), které se nacházejí v pouzdru patogenu, jako jsou buněčné stěny některých bakterií. | pneumokoková polysacharidová vakcína, meningokoková vakcína prevence onemocnění Neisseria meningitidis skupiny A, C, W-135 a Y |
| Sdružené               | Obsahuje polysacharidové řetězce vázané na nosné proteiny, jako je difterický a tetanový toxoid, k posílení imunitní reakce.                  | pneumokoková konjugovaná vakcína, haemophilus influenzae typ b konjugovaná vakcína, meningokoková konjugovaná vakcína          |

### Proteinová podjednotka
Výroba podjednotkové vakcíny zahrnuje vložení genu antigenu z cíleného viru nebo bakterie do jiného viru (virový vektor), do kvasinky (kvasinkový vektor), jako v případě vakcíny proti hepatitidě B, nebo do oslabené bakterie (bakteriální vektor) k vytvoření rekombinantního viru nebo bakterie, které slouží jako důležitá složka rekombinantní vakcíny. Rekombinantní vektor, který je genomicky modifikován, bude exprimovat antigen. Antigen (jedna nebo více podjednotek proteinu) je extrahován z vektoru. Stejně jako podjednotkové vakcíny bude antigen produkovaný rekombinantním vektorem pro pacienta představovat malé nebo žádné riziko. Tento typ vakcíny se používá proti hepatitidě B a také se používá ve výzkumu vývoje nových vakcín proti virům (ebolavirus a HIV).

### Polysacharidová podjednotka
Příkladem je vi kapsulární polysacharidová vakcína (ViCPS) proti tyfu způsobenému Typhi sérotypem Salmonella enterica. Namísto proteinu je Vi antigen polysacharid bakteriální kapsle, tvořený dlouhým sacharidovým řetězcem spojeným s lipidem. Kapsulární vakcíny jako ViCPS mají tendenci být slabé při vyvolávání imunitních reakcí u dětí. Výroba konjugované vakcíny spojením polysacharidu s toxoidem zvyšuje jejich účinnost.

### Částice podobné virům
Vakcíny s částicemi podobnými viru (VLP) používají VLP, což jsou proteiny, které napodobují skutečné virové částice.

## Výhody a nevýhody

### Výhody
- Nemohou se vrátit k virulenci, což znamená, že nemohou způsobit nemoc, před kterou se snaží chránit[9][10]
- Bezpečné pro pacienty s oslabenou imunitou[11]
- Odolávají změnám podmínek (např. teplota, vystavení světlu, vlhkost)[9]

### Nevýhody
- Snížená imunogenicita ve srovnání s oslabenými vakcínami[10][11]
  - Vyžaduje adjuvans ke zlepšení imunogenicity
  - Často vyžadují více dávek k zajištění dlouhodobé imunity[9][10]
- Může být obtížné izolovat specifický antigen (antigeny), který vyvolá nezbytnou imunitní odpověď[11]